# Маздаха
Мазда́ха (кабард.-черк. Мэздахэ — красивый лес) — упразднённое село в Урванском районе республики Кабардино-Балкария. С 2001 года входит в состав села Псыкод.

## География
Маздаха расположена в северо-восточной части Урванского района, на левом берегу реки Черек. Находится в 14 км от районного центра — Нарткала, в 9 км от города Майский и в 45 км от Нальчика.
Поселение находится на Кабардинской равнине в переходной от предгорной в равнинную зоне республики. Рельеф местности представляет собой в основном предгорные наклонные равнины и низкие холмы. К юго-востоку от села тянутся малые возвышенности. Средние высоты составляют 235 метров над уровнем моря.
Гидрографическая сеть представлена рекой Черек и многочисленными родниковыми источниками. Уровень обеспечения местности водными ресурсами самая высокая в КБР. Глубина залегания грунтовых вод на территории сельского поселения составляют всего 2-2,5 метра.
Климат влажный умеренный с тёплым летом и прохладной зимой. В целом климатические условия благоприятны для возделывания всех зональных сельскохозяйственных культур и многолетних насаждений. Среднегодовая температура воздуха составляет +10,5°С, и колеблется от средних +23,0°С в июле, до средних -2,0°С в январе. Среднегодовое количество осадков составляет около 620 мм. Наибольшее количество осадков выпадет в период с апреля по июнь. Основные ветры — северо-западная и восточная.

## История
Населённый пункт образован в 1963 году при Кабардинском плодопитомнике.
Из-за обилия деревьев в Кабардинском плодопитомнике и густого леса окружавшего его, новое поселение было названо Маздаха, что в переводе с кабардино-черкесского языка означает «Красивый лес», от «мэз» — лес и «дахэ» — красивый.
В первый год своего существования село административно подчинялось Псынабскому сельскому сельсовету.
В конце 1963 года селение передано в состав Псыкодского сельского совета.
В 2001 году фактически слившиеся сёла Псыкод и Маздаха постановлением Парламента КБР от 21 июня 2001 г. № 363-П-П — объединены в один населённый пункт.

## Современное состояние
Ныне Маздаха входит в состав села Псыкод и является его южным микрорайоном, по которому параллельно тянутся улицы села — Молодёжная и Ленина.